# Парадокс Кондорсе

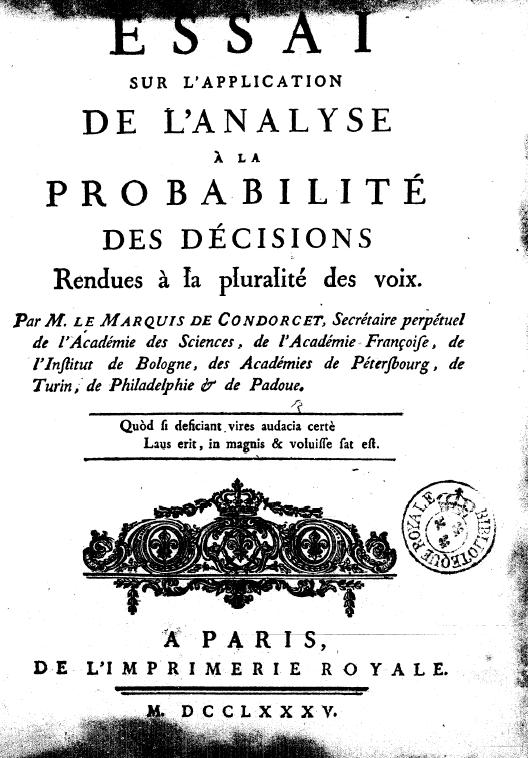
Титульная страница сочинения «Опыт применения анализа к проблеме вероятности решений большинством голосов», в котором Кондорсе сформулировал свой парадокс

Парадо́кс Кондорсе́ — парадокс теории общественного выбора, впервые описан маркизом Кондорсе в 1785 году.
Он заключается в том, что при наличии более двух альтернатив и более двух избирателей коллективная ранжировка альтернатив может быть цикличной (не транзитивна), даже если ранжировки всех избирателей не являются цикличными (транзитивны). Таким образом, волеизъявления разных групп избирателей, каждая из которых представляет большинство, могут вступать в парадоксальное противоречие друг с другом.
Обобщён теоремой «о невозможности» Эрроу в 1951 году.
На практике идея о необходимости ранжирования кандидатов реализована в голосовании по методу Шульце.

## Принцип Кондорсе
Кондорсе определил правило, по которому сравнение выбираемых альтернатив (кандидатов) производится с учётом полной ординалистской информации о предпочтениях избирателей.
Согласно принципу Кондорсе, для определения истинной воли большинства необходимо, чтобы каждый голосующий проранжировал всех кандидатов в порядке их предпочтения. После этого для каждой пары кандидатов определяется, сколько голосующих предпочитает одного кандидата другому — формируется полная матрица попарных предпочтений избирателей.
На базе этой матрицы, используя транзитивность отношения предпочтения, можно попытаться построить коллективную ранжировку кандидатов.

## Пример применения принципа
Приведём численный пример из работы Кондорсе.
Введём для краткости обозначение: {\displaystyle A\succ B\succ C} будет означать, что голосующий предпочитает кандидата A кандидату B, а кандидата B — кандидату С.
Пусть 60 голосующих дали следующие предпочтения:
- 23 человека: {\displaystyle A\succ C\succ B},
- 19 человек: {\displaystyle B\succ C\succ A},
- 16 человек: {\displaystyle C\succ B\succ A},
- 2 человека: {\displaystyle C\succ A\succ B}.

При сравнении A с B имеем: 23 + 2 = 25 человек за то, что {\displaystyle A\succ B}, и 19 + 16 = 35 человек за то, что {\displaystyle B\succ A}. По принципу Кондорсе мнение большинства состоит в том, что В лучше А.
Сравнивая А и С, будем иметь: 23 человека за {\displaystyle A\succ C} и 37 человек за {\displaystyle C\succ A}. Отсюда, по Кондорсе, заключаем, что большинство предпочитает кандидата С кандидату А. Аналогично (19 человек за {\displaystyle B\succ C}, 41 человек за {\displaystyle C\succ B}) С более предпочтителен, чем B.
Таким образом, по Кондорсе воля большинства выражается в виде трёх суждений: {\displaystyle C\succ B}; {\displaystyle B\succ A}; {\displaystyle C\succ A}, которые можно объединить в одно отношение предпочтения {\displaystyle C\succ B\succ A}, и если необходимо выбрать одного из кандидатов, то, согласно принципу Кондорсе, следует предпочесть кандидата С.

## Противоречие с мажоритарной системой голосования
Сравним этот вывод с возможным исходом голосования по мажоритарной системе относительного или абсолютного большинства.
- Для вышеприведённого примера голосование по системе относительного большинства даст такие результаты: за А — 23 человека, за В — 19 человек, за С — 18 человек. Таким образом, в этом случае победит кандидат А.
- При голосовании по системе абсолютного большинства в два тура кандидаты А и В выйдут во второй тур, где кандидат А получит 25 голосов, а кандидат В — 35 голосов — и победит.

Получаем, что правила игры будут определять победителя, и эти победители будут разными при различных правилах голосования. Согласно второй, широко используемой в мире процедуре победить может кандидат, который при попарном голосовании проиграл бы отсеянному в первом туре кандидату в отношении вплоть до 1 к 1,99… Парадоксальность такой ситуации на реальных выборах иногда путают собственно с парадоксом Кондорсе. Принцип Кондорсе устраняет подобные ошибки, связанные с неполным учётом предпочтений избирателей в первом туре, но может приводить к неразрешимому противоречию.

## Пример: четыре города

Предположим, жители Казани, Пензы, Самары и Саратова решают голосованием, в каком из этих городов провести спортивный чемпионат. Предпочтения избирателей распределились следующим образом:
| 34 % избирателей (в Казани)             | 14 % избирателей (в Пензе)              | 30 % избирателей (в Самаре)             | 22 % избирателей (в Саратове)           |
| --------------------------------------- | --------------------------------------- | --------------------------------------- | --------------------------------------- |
| 1. Казань 2. Самара 3. Пенза 4. Саратов | 1. Пенза 2. Саратов 3. Самара 4. Казань | 1. Самара 2. Пенза 3. Саратов 4. Казань | 1. Саратов 2. Пенза 3. Самара 4. Казань |

Чтобы найти победителя по принципу Кондорсе, следует попарно сравнить кандидатов, составив все возможные пары. В каждой паре победителем будет кандидат, которого предпочитает большинство избирателей.
| Пара                           | Победитель |
| ------------------------------ | ---------- |
| Казань (34 %) — Пенза (66 %)   | Пенза      |
| Казань (34 %) — Самара (66 %)  | Самара     |
| Казань (34 %) — Саратов (66 %) | Саратов    |
| Пенза (36 %) — Самара (64 %)   | Самара     |
| Пенза (78 %) — Саратов (22 %)  | Пенза      |
| Самара (64 %) — Саратов (36 %) | Самара     |

Результаты могут быть также представлены в виде матрицы:
| 1-е | Самара [См]  | Самара [См]   | Самара [См]               | Самара [См]               | 3 выигрыша ↓        |
| 2-е | Пенза [П]    | Пенза [П]     | Пенза [П]                 | 1 проигрыш → ↓ 2 выигрыша | [См] 64 % [П] 36 %  |
| 3-е | Саратов [Ср] | Саратов [Ср]  | 2 проигрыша → ↓ 1 выигрыш | [П] 78 % [Ср] 22 %        | [См] 64 % [Ср] 36 % |
| 4-е | Казань [К]   | 3 проигрыша → | [Ср] 66 % [К] 34 %        | [П] 66 % [К] 34 %         | [См] 66 % [К] 34 %  |

Видно, что Самара выигрывает у всех других кандидатов. Это и означает, что Самара является победителем согласно принципу Кондорсе.
Для сравнения, при мажоритарной системе победил бы самый крупный город, Казань. В системе со вторым туром голосования, во втором туре участвовали бы Казань и Самара, и избиратели отдали бы предпочтение Самаре. При рейтинговом голосовании победителем бы вышел Саратов.
Примечательно, что хотя Пенза при мажоритарной системе занимает последнее место, она выигрывает в парных предпочтениях у Казани и Саратова. Если хотя бы 15 % избирателей, проживающих в Казани, поставили Пензу на второе место, она выиграла бы также и у Самары, став абсолютным победителем согласно принципу Кондорсе.

## Парадокс Кондорсе
В другом примере, рассмотренном Кондорсе:
- 1 человек: {\displaystyle A\succ B\succ C},
- 1 человек: {\displaystyle C\succ A\succ B},
- 1 человек: {\displaystyle B\succ C\succ A}.

По итогам голосования двумя третями голосов получаем три утверждения: {\displaystyle B\succ C}, {\displaystyle C\succ A}, {\displaystyle A\succ B}. Но вместе эти утверждения противоречивы. В этом и состоит парадокс Кондорсе или парадокс коллективного выбора. Оказывается невозможным определить волю большинства и принять какое-то согласованное решение. Если для оценки согласованности предпочтений этих избирателей применить разработанный позднее коэффициент ранговой корреляции Спирмена, то коэффициенты корреляции между предпочтениями любых двух избирателей из этой тройки отрицательны и равны −0,5.
В силу симметрии в таком виде парадокс разрешить невозможно. Но если заменить отдельных избирателей в этом примере на три группы с близким, но не одинаковым числом избирателей, например, 9, 10 и 11, то метод Шульце позволяет формально определить победителя. Хотя парадоксальная цикличность коллективной ранжировки сохраняется.

## Парадокс составного голосования
В другой форме парадокс Кондорсе возникает при постатейном принятии некоторого постановления или закона, когда каждая из статей закона принимается большинством голосов, а поставленный на голосование закон в целом отвергается (иногда даже стопроцентным большинством голосующих). Либо наоборот, вполне возможно, что коллективно будут приняты решения, которые на индивидуальном уровне не поддерживал ни один из голосующих.
Пример. Пусть у нас имеются три человека, голосующих по трём вопросам. Первый из них голосует «да» по первому вопросу, «да» по второму и «нет» по третьему («да»/«да»/«нет»), второй — «да»/«нет»/«да», третий — «нет»/«да»/«да». Суммарный итог голосования подсчитывается как соотношение сумм голосов «да» и «нет» по каждому из вопросов. В рассмотренном случае суммарный итог голосования будет «да»/«да»/«да». Этот итог не отражает мнения ни одного из голосовавших и, естественно, не удовлетворяет никого.

## Альтернативное голосование
На практике идея Кондорсе о необходимости ранжирования кандидатов реализована в альтернативном голосовании. Данный метод применяется при выборах в различные органы власти Австралии, Новой Зеландии, Папуа — Новой Гвинеи, Фиджи, Ирландии, США, а также в ряде политических партий, неправительственных организаций и т. д.

## Антирейтинги
С парадоксом Кондорсе перекликается идея «антирейтинга» политика. При определении антирейтингов потенциальных избирателей просят назвать не только наиболее, но и наименее поддерживаемые кандидатуры, то есть фактически проранжировать всех кандидатов по степени предпочтения.